# Ceratopogon varipes
Ceratopogon varipes är en tvåvingeart som först beskrevs av Johann Wilhelm Meigen 1838.  Ceratopogon varipes ingår i släktet Ceratopogon och familjen svidknott.
Artens utbredningsområde är Tyskland. Inga underarter finns listade i Catalogue of Life.